# Elachypteryx
Elachypteryx là một chi bướm đêm thuộc họ Crambidae.